# Fahima Mirzaie
Fahima Mirzaie (Afganistán, 1996) es una bailarina, profesora de danza y activista afgana, defensora de los derechos de las mujeres afganas, residente en Francia. En diciembre de 2021 fue incluida en la lista de la BBC de las 100 mujeres más influyentes del mundo.

## Trayectoria
Fahima Mirzaie es la única mujer derviche afgana que practica semazen, un tipo de meditación propia del sufismo, consistente en una danza en la que, quien la practica, realiza movimientos de rotación sobre su propio eje. El semazen o "rotación de dervix" forma parte de la ceremonia Samà.
Mirzaie fundó una escuela mixta de danza sufí llamada Shohod Arefan. A principios de 2021, el gobierno afgano prohibió a las niñas en edad escolar participar en actividades de baile y canto. Cuando los talibanes regresaron ese verano, Fahima tuvo que huir de su país, bajo acusaciones de herejía y de incumplimiento de la sharia, que no permite a las mujeres realizar semazen. Desde septiembre de 2021 se encuentra exiliada en Francia.

## Reconocimientos
La historia de Fahima forma parte del documental de la BBC titulado Farewell my Afghanistan (en español, Adiós mi Afganistán) (Kawoon Khamoosh, 2021). En diciembre de 2021, fue nombrada una de las 100 mujeres más influyentes del mundo por la BBC.